# Castlebay
Castlebay är huvudstad och den största staden på Barra i Yttre Hebriderna i Skottland. Byn är belägen 25 km 
från Lochboisdale. Orten har 307 invånare (1971).